# 203-мм гаубица М115
M115 (англ. 203mm Howitzer M115) — буксируемая 203,2-мм гаубица США периода Второй мировой войны. Разработка новой 203-мм гаубицы, для замены устаревших орудий Mk.8½ периода Первой мировой войны, была начата ещё в 1927 году, однако из-за недостатка финансирования работы по орудию затянулись на 3 года и на вооружение оно было принято лишь в 1930 году. Первоначально орудие носило обозначение 8-дюймовая гаубица M1 (англ. 8 inch Howitzer M1), изменённое на M115 уже в послевоенный период. Орудие являлось частью дуплекса (лат. duplex «двойной») тяжёлой артиллерии, включавшего также 155-мм пушку M1. Серийное производство 203-мм гаубицы M1 было начато в июле 1942 года и продолжалось до июня 1945 года, всего за этот период было выпущено 1006 орудий этого типа.
M1 являлась стандартной тяжёлой артиллерийской системой Армии США и активно использовалась ей во Второй мировой войне, в основном применяясь в составе корпусной артиллерии. К концу войны орудие также было принято на вооружение Корпуса морской пехоты, но поступило в его боевые части лишь после окончания боевых действий. В послевоенный период M1/M115 использовалась войсками США в Корейской войне и оставалась на вооружении по меньшей мере до середины 1970-х годов. Значительное количество орудий в послевоенный период было также поставлено на экспорт союзникам США и третьим странам. По состоянию на 2010 год, M115 всё ещё остаётся на вооружении ряда стран.

## История создания и производства
На завершающем этапе Первой мировой войны, Армия США получила на вооружение 203,2-мм гаубицы Mk.8½ британской конструкции, выпускавшиеся в США по британским заказам, а позднее и для собственных войск. Работы по созданию нового дуплекса из 155-мм пушки и 203-мм гаубицы, которым были присвоены обозначения M1920, были начаты в 1919 году, но с послевоенным сокращением финансирования опытно-конструкторских работ по вооружениям сухопутных войск, в 1921 году разработка этих орудий была прекращена. В 1927 году были начаты работы по новому дуплексу орудий того же калибра, которые бы использовали общий лафет со свободно заменяемыми между собой стволами. В результате этой программы было создано орудие, получившее обозначение 8-дюймовая гаубица T2 (англ. 8 inch Howitzer T2), имевшее центробежнолитой моноблочный ствол. Продолжавшаяся нехватка финансирования, однако, привела к тому, что работы по тяжёлым артиллерийским системам продвигались медленно и отрывочно и затянулись более чем на десять лет. 
Во второй половине 1930-х годов ситуация с финансированием военных программ улучшилась и была разработана новая, улучшенная версия 203-мм гаубицы с кованым самоскреплённым стволом, получившая обозначение T3, которая в 1940 году была принята на вооружение Армии США под обозначением M1 (англ. 8 inch Howitzer M1). Несмотря на принятие на вооружение, начало выпуска M1 было отложено, так как гаубица имела меньший приоритет, чем параллельно разработанная 155-мм пушка M1. Серийное производство 203-мм гаубицы было начато лишь в июле 1942 года и продолжалось вплоть до июня 1945 года, всего за этот период было выпущено 1006 орудий этого типа. В 1942 году сдали 132 гаубицы, 142 в 1943, 554 в 1944 и 178 в 1945. Пик производства пришелся на сентябрь 1944 года — 69 орудий.
Производством гаубиц для Британской армии занималась Midvale Steel and Ordnance Co.. Производством колёсных лафетов для гаубиц занималась American Locomotive Company.
| Выпуск M1 по годам |      |      |      |      |       |
| Год                | 1942 | 1943 | 1944 | 1945 | всего |
| Число выпущенных   | 132  | 142  | 554  | 178  | 1006  |

## Конструкция

### Боеприпасы и баллистика
| Боеприпасы гаубицы M1             |                             |                   |                                                |                                                                  |                       |                                    |                            |
| Тип снаряда                       | Марка снаряда               | Масса снаряда, кг | Масса ВВ, кг                                   | Марка взрывателя                                                 | Дульная скорость, м/с | Максимальная дальность стрельбы, м | Год принятия на вооружение |
| Осколочно-фугасная граната        | HE M106 Shell               | 90,72             | 16,77 (тротил) или 17,60 (Composition B)       | P.D. M51A4, M.T. M67A1, M67A2, M67A3, MTSQ M564, M582, E.T. M767 | 594                   | 16 800                             |                            |
| Старая осколочно-фугасная граната | HE Mk.IA1 Shell             | 90,72             | 13,64 (тротил)                                 | P.D. M51A4 или M.T. M67A1, M67A2, M67A3                          | 408                   | 10 214                             |                            |
| Фугасный, активно-реактивный      | HERA M650 Projectile        | 90,72             | 11,34 (тротил)                                 | P.D. M557, M572, M739, MTSQ M564, M582, V.T. M732, E.T. M767     |                       |                                    | послевоенный период        |
| Кассетный                         | HE M404 Projectile          | 90,72             | 104 гранаты M43 (104 × 0,021 (Composition A5)) | M.T. M565, MTSQ M577, E.T. M762                                  | 594                   | 16 800                             | послевоенный период        |
| Кассетный                         | HE M509 / M509A1 Projectile | 94,21             | 180 гранат M42 (180 × 0,031 (Composition A5    | MTSQ M577, E.T. M762                                             |                       |                                    | послевоенный период        |
| Химический                        | Agent M426 Shell            | 90,72             | н/д (зарин или VX)                             | P.D. M557, M739, Proximity M728                                  | 594                   | 16 800                             | послевоенный период        |
| Ядерный снаряд                    | AFAP M423 Projectile        |                   |                                                |                                                                  |                       | 18 000                             | послевоенный период        |

| Таблица пробития для гаубицы M1   |     |      |      |      |        |
| Железобетон, см, угол встречи 90° |     |      |      |      |        |
| Снаряд \ Расстояние, м            | 914 | 2743 | 4572 | 9144 | 13 716 |
| M106 Shell                        | 168 | 143  | 122  | 98   | 95     |

| Таблица стрельбы гаубицы M1       |                |                       |                           |                                  |
| Заряд                             | Вес заряда, кг | Дульная скорость, м/с | Максимальная дальность, м | Давление в канале ствола, кг/см² |
| M106, M426 Shell, M404 Projectile |                |                       |                           |                                  |
| № 1                               |                | 250                   | 5600                      |                                  |
| № 2                               |                | 274                   | 6600                      |                                  |
| № 3                               |                | 305                   | 8000                      |                                  |
| № 4                               |                | 251                   | 9700                      |                                  |
| № 5                               |                | 421                   | 11 600                    |                                  |
| № 6                               |                | 500                   | 13 900                    |                                  |
| № 7                               |                | 594                   | 16 800                    |                                  |

## Самоходные артиллерийские установки, вооружённые M1/M115

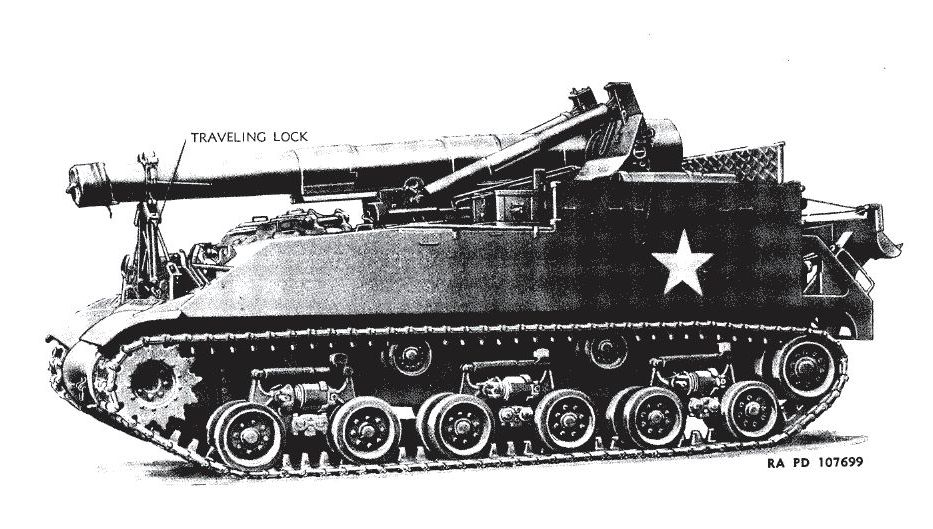
САУ M43

Первая попытка создания в США САУ, вооружённой 203-мм гаубицей, относится к 1944 году, когда прототип САУ T83 на шасси среднего танка M4, вооружавшейся 155-мм пушкой M1 был после завершения программы испытаний, проводившихся с августа 1944 года, в опытном порядке перевооружён гаубицей M1. Испытания САУ стрельбой в объёме 75 выстрелов прошли крайне успешно и в ноябре того же года установке было присвоено обозначение T83. Производство T83 было начато в 1945 году, всего было заказано изготовление 576 САУ этого типа, но с окончанием боевых действий это число сократили до 48 машин, последняя из которых была завершена в сентябре; ещё 24 установки были переоборудованы из САУ T83 во второй половине того же года. Лишь в ноябре САУ была официально принята на вооружение, получив обозначение M43. До окончания боевых действий во фронтовые части успел поступить для опытной эксплуатации лишь один из прототипов T83, который тем не менее был активно использован в боях. Один батальон M43 впоследствии использовался войсками США также в Корейской войне.

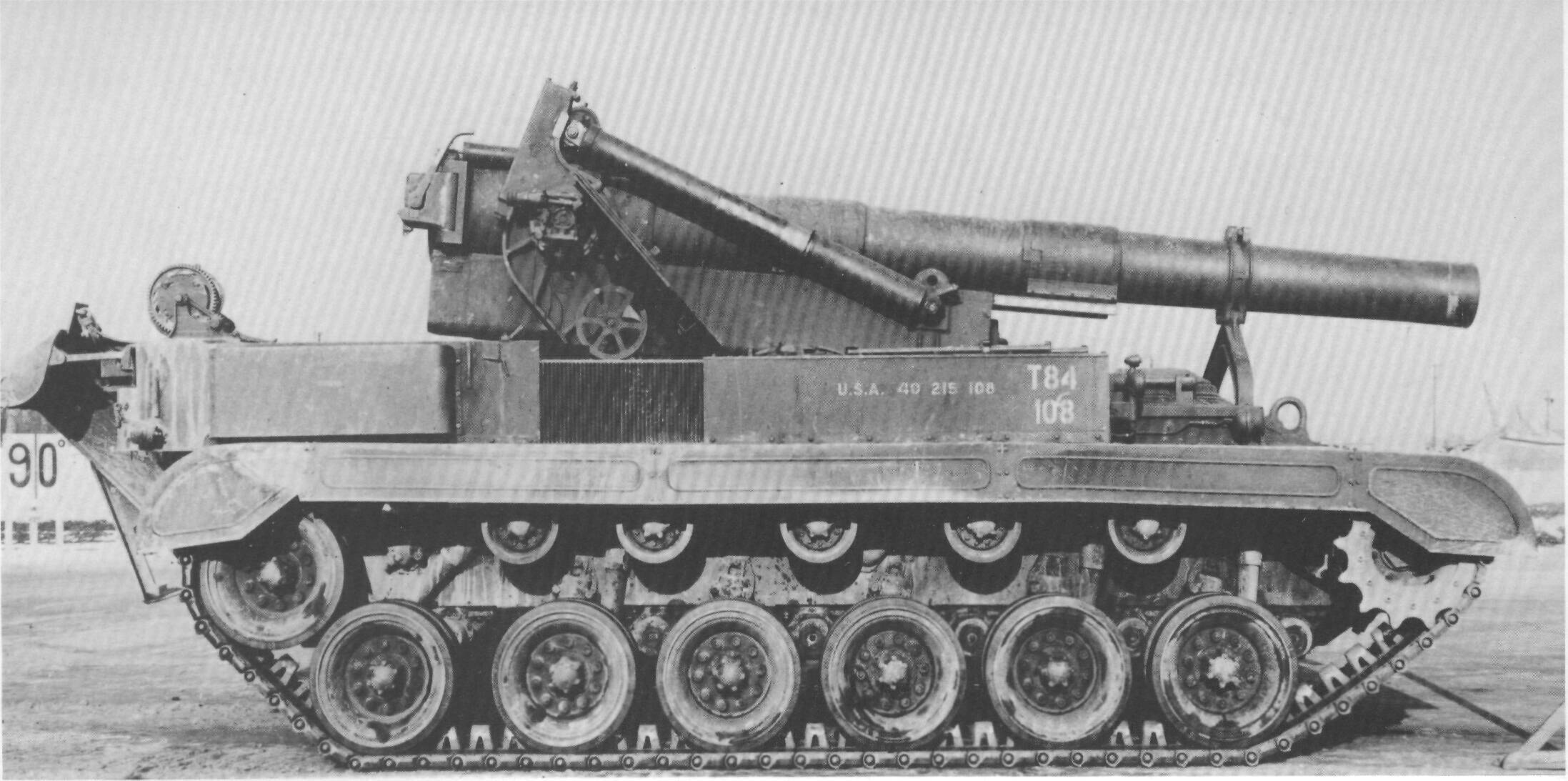
САУ T84

Параллельно с разработкой T83/T89, было предложено создание дуплекса САУ со 155-мм пушкой и 203-мм гаубицей M1 на лёгком шасси на основе компонентов перспективного среднего танка T23. Установка с 203-мм гаубицей получила обозначение T80, также предполагалось создание подвозчика 155-мм и 203-мм боеприпасов на общем с САУ шасси. Из-за отказа армии от силовой установки танка T23 с электромеханической трансмиссией, однако, ни одна из этих машин не дошла даже до стадии прототипа. В апреле 1944 года работа над 203-мм самоходной гаубицей, была возобновлена под новым обозначением T84, на этот раз уже на шасси танка T26E1. Прототип САУ поступил на испытания в феврале 1945 года, параллельно был разработан и построен прототип подвозчика боеприпасов T31 на унифицированном с ней шасси. С окончанием Второй мировой войны все дальнейшие работы по T84 и T31 были прекращены.

## На вооружении
- США — сняты с вооружения;
- Бельгия — некоторое количество[9], сняты с вооружения[18];
- Великобритания — некоторое количество[9], сняты с вооружения[19];
- ФРГ — некоторое количество[9], сняты с вооружения[20];
- Дания — некоторое количество[9], сняты с вооружения[21];
- Греция — некоторое количество[9], сняты с вооружения[22];
- Индия — некоторое количество[9], сняты с вооружения[23];
- Иордания — 4 орудия, по состоянию на 2010 год[24];
- Иран — 20 орудий, по состоянию на 2010 год[25];
- Испания — некоторое количество[9], сняты с вооружения[26];
- Италия — некоторое количество[9], сняты с вооружения[27];
- Республика Корея — некоторое количество, по состоянию на 2010 год[28];
- Нидерланды — некоторое количество[9], сняты с вооружения[29];
- Пакистан — 28 орудий, по состоянию на 2010 год[30];
- Саудовская Аравия — 8 орудий на хранении, по состоянию на 2010 год[31];
- Китайская Республика — 70 орудий, по состоянию на 2010 год[32];
- Турция — 162 орудия, по состоянию на 2010 год[33].

## Эксплуатация и боевое применение
M1 была впервые применена в бою на Итальянском фронте, куда в ноябре 1943 года прибыли первые два вооружённые ими дивизиона. В общей сложности в годы войны были сформированы 59 вооружённых M1 дивизионов, из которых 38 использовались в Италии и Западной Европе, а 3 — на Тихоокеанском театре. Корпус морской пехоты традиционно предпочитал более лёгкие орудия, в частности из-за ограниченных возможностей своего тылового обеспечения, однако под впечатлением от успешного применения этих орудий частями армии в ходе битвы за Окинаву, морская пехота решила принять M1 на вооружение, однако на практике это было осуществлено уже после окончания войны.
Великобритании в годы войны по программе ленд-лиза было поставлено 610 гаубиц 203-мм калибра, однако часть из них относилась к числу остававшихся с Первой мировой войны гаубиц Mk.8½, 475 из которых всё ещё оставались на вооружении США к июню 1940 года.